# 斯維哈河
斯維哈河（烏克蘭語：Свига）是烏克蘭的河流，位於該國東北部，屬於代斯纳河的支流，發源自卡姆揚卡以北，流經蘇梅州，河道全長50公里，流域面積611平方公里，支流有比奇哈河。